# Скрипченко Надія Федорівна
Надія Федорівна Скрипченко (15 серпня 1931 року, с. Лисянка, УРСР, СРСР — 9 серпня 1996 року, Київ, Україна) — педагог, кандидат педагогічних наук, авторка підручників. Засновниця і головна редакторка газети-журнала «Розкажіть онуку».
Авторка 11-ти оригінальних підручників для початкових класів (букварів, читанок для українських шкіл та частково — російських, угорських, польських), які перевидавали протягом багатьох років поспіль. За виданнями, співавтором яких вона була, навчалися шестирічні діти республік Радянського Союзу.
Надія Федорівна протягом багатьох років входила до складу редакційної колегії журналу «Початкова школа», редакційної ради видавництва «Радянська школа». Була членом Вченої ради Інституту педагогіки АПН України, членом Проблемної ради з питань початкового навчання АПН СРСР, Науково-методичної ради Міністерства освіти УРСР, Художньотехнічної ради Держкомвидаву УРСР з навчально-методичної літератури.

## Біографія
Народилася 15 серпня 1931 року у с. Лисянка Лисянського району Черкаської області у селянській родині.
В 1939 році пішла до школи. Пережила німецьку окупацію (1941 — 1944). Під час боїв у селищі, яке розташовувалось майже в центрі Корсунь-Шевченківського котла, була тяжко поранена. Після звільнення території разом з іншими підлітками працювала в колгоспі та вчилася.
Після закінчення у 1951 році Лисянської середньої школи її як найкращу ученицю залишили працювати бібліотекарем і вчителем української мови та географії (в ті роки бракувало вчителів, і найкращих учнів залишали працювати у школі).
У 1954 році вступила до Черкаського педагогічного інституту (філологічний факультет, українське відділення), який закінчила з відзнакою у 1958 році.
Згодом переїхала в Київ де почала працювати вчителем початкових класів 112-ї середньої школи. У серпні 1960 року перейшла на роботу в Науково-дослідний інститут педагогіки УРСР, де працювала молодшим науковим співробітником відділу дидактики. З 1963 до 1965 року навчалася в аспірантурі при тому ж відділі, потім успішно захистила кандидатську дисертацію з теми «Формування навчальних дій в учнів початкових класів». Науковим керівником був учений В. І. Помагайба.
Після закінчення аспірантури продовжувала працювати молодшим, а згодом старшим науковим співробітником сектору початкового навчання Науково-дослідного інституту педагогіки УРСР.
У 1976 році у НДІ педагогіки було створено лабораторію з проблем навчання і виховання дітей шестирічного віку, яку очолила Н. Ф. Скрипченко.
У 1980—1990-х роках вчена у складі лабораторії початкового навчання брала участь у підготовці до переходу трирічної початкової школи на чотирирічну.
Протягом багатьох років досліджувала актуальні проблеми навчання й виховання школярів-шестиліток в умовах педагогічного експерименту. В останній період свого життя розробляла проблему «Безперервна літературна освіта» (в початковій ланці). Автор близько 400 наукових і науково-методичних праць (монографії, підручники, статті, тези тощо).
Померла Надія Федорівна Скрипченко 9 серпня 1996 року у Києві. Науково-педагогічна спадщина її багатогранна, цікава і може бути предметом спеціального наукового дослідження.

## Наукова робота, дослідження та досягнення
Створила 8 навчальних посібників для шести- й семилітніх першокласників, 5 збірників для самостійного читання, понад 10 альбомів-картин з розвитку мовлення учнів початкових класів, 14 методичних посібників для вчителів, вихователів дитячих дошкільних закладів, програми викладання української мови на факультетах підвищення кваліфікації учителів початкових класів педагогічних інститутів та училищ. Написані нею підручники для учнів та посібники для вчителів отримали популярність серед педагогічної громадськості й дістали високу оцінку на сторінках педагогічної преси. Деякі з них було відзначено на Всесоюзній і Міжнародній виставках шкільних підручників.
Н. Ф. Скрипченко керувала роботою багатьох аспірантів, 8 з яких успішно захистили кандидатські дисертації, деякі стали докторами наук та академіками. Разом зі своїми учнями проводила важливі дослідження з проблеми розвитку загальнонавчальних навичок у мовленні молодших школярів.
Систематично виступала з доповідями та лекціями перед учителями, методистами, брала активну участь у підготовці й перепідготовці педагогічних кадрів, у наукових конференціях, семінарах, у розробці оригінальних методик дослідження навчально-виховного процесу в школі, рецензуванні дослідницьких робіт, підручників, посібників.

### Навчання дітей письму та читанню
Частину своїх праць вчена присвятила навчанню дітей письма. На час проведення дослідження з цієї проблеми припала дискусія про перехід на письмо авторучками у початковій школі. Багато методистів виступали проти цього нововведення. Надія Федорівна довела, що швидкість і якість письма учнів підвищується, порівняно з минулими роками, саме завдяки авторучкам; при цьому відпадає чимало проблем, пов’язаних із чорнильницями.
Н. Ф. Скрипченко разом із О. Ю. Прищепою вивчала процес оволодіння учнями графічними навчальними діями. Вчені розробили спеціальні зошити, які містили завдання для підготовки дітей до письма (предметні малюнки та схеми для звуко-буквеного, складового аналізу слів, словосполучень і речень). 
Особливе місце серед досліджень Н. Ф. Скрипченко посідали проблеми, пов’язані з формуванням у молодших школярів умінь і навичок читання. З цього приводу, як зазначив доктор психологічних наук, професор О. В. Скрипченко (чоловік Надії Федорівни), вона виступала за те, щоб оволодіння читанням передувало засвоєнню учнями письма. Адже багато дітей навчаються читати ще до школи, вони мають значні переваги в навчанні перед дітьми, які приходять до школи без цього вміння. Вчена доводила, що оволодіння процесом читання вимагає складної мисленнєвої діяльності, яка допомагає учневі виявити багатство смислового та ідейного змісту тексту. Без цього читання не може бути повноцінним, бо воно має навчальну, розвивальну й виховну мету.
Вона різко виступала проти того, щоб змушувати вчителів домагатися від учнів високого темпу читання, нехтуючи іншими параметрами, наприклад розумінням прочитаного. Крім того, за її даними, немає високого кореляційного зв’язку між темпом читання та інтелектуальним розвитком дитини. У своїх дослідженнях вона наводила приклади, коли деякі з учнів, що мали труднощі в досягненні так званих норм темпу читання, перевершували своїх ровесників у якісному засвоєнні змісту певного навчального предмета у старших класах.

### Практичні дослідження
Подружжя Скрипченків створило при середній школі № 166 у Києві одну з перших лабораторій для дослідження вивчення навчання, виховання і розвитку молодших школярів. На її базі були зібрані дані про вплив змісту й методів навчання на інтелектуальний розвиток дітей. Тут Надія Федорівна апробувала свої підручники («Буквар», «Читанка»). Розпочатий експеримент пізніше був поширений на школи Павлоградського району Дніпропетровської області й Калуського району Івано-Франківської області. До експерименту залучили багатьох науковців. Після такої широкої апробації узагальнений досвід цих шкіл упроваджувався в усі початкові класи шкіл України. Експеримент тривав 5 років (з 1965 до 1970 року).
Варто зауважити, що експериментальна робота проводилася в зв’язку з переходом початкової школи з чотирирічного на трирічний термін навчання. Було створено нові програми, розроблено зміст навчання, підготовлено поурочне планування з кожного розділу програми (мов, читання, математики, фізичного та естетичного виховання).

## Нагороди
За багаторічну плідну діяльність у сфері освіти Надія Федорівна Скрипченко була удостоєна нагород, зокрема медалі А. С. Макаренка, відзначена почесним званням «Відмінник народної освіти», «Заслужений вчитель України».